# NGC 4362
NGC 4362 este o galaxie lenticulară situată în constelația Ursa Mare. A fost descoperită în 17 aprilie 1789 de către William Herschel. Se află la o distanță de 67,38 de megaparseci de Pământ.